# Woldmeer (Opwierde)
Het Woldmeer is een voormalig meer of meerstal bij Opwierde in de provincie Groningen. De gronden in het meer hoorden in 1832 bij een boerderij te Opwierde, op de plek waar eerder een borg stond. Het Woldmeer mondde via de Bolhamstersloot (en aanvankelijk door de Buxzijl) uit in De Groeve en tevens via het Eelwerdermaar in het Damsterdiep. Ten zuiden van de sloot lag een dijkje die het lager gelegen gebied van Tjuchem beschermde.
In de 19e eeuw was het meer met riet begroeid, rond 1900 stond het alleen 's winters nog onder water.